# Geeko
Geeko es el nombre del camaleón verde que la distribución GNU/Linux SuSE utiliza como logotipo. Su autor es Rolf Vogt.
En febrero de 2000, la compañía SuSE Linux AG lanzó un concurso para elegir el nombre de su mascota en la LinuxWorld en Nueva York. El nombre de Geeko fue elegido por más de 2000 votaciones de todo el mundo. Dado que varios participantes sugirieron el mismo nombre, el ganador tuvo que ser determinado tras un sorteo. Un estudiante de Austria ganó el primer premio, una invitación para LinuxTag 2000 en Stuttgart.
El origen del nombre se debe a las palabras geek, término interno utilizado para designar a los amantes de la tecnología y la cultura libre, y gecko, geco en inglés, un tipo de lagarto (aunque el animal representado en el logotipo sea realmente un camaleón).
- Datos: Q5876574